# Шевалье, Габриэль
Габриэль Шевалье (3 мая 1895 г., Лион — 6 апреля 1969 г., Канны) — французский писатель.

## Биография
Родился в 1895 г. в Лионе в семье нотариуса. Обучался в религиозной школе Святой Марии в Сен-Шамон. Затем поступил в Высшую национальную школу изящных искусств Лиона. В 1914 г. призван на фронт, год спустя был ранен. После излечения вновь возвращается на фронт, где остаётся до конца войны. В конце 1919 г. возвращается к гражданской жизни. Меняет несколько профессий: ретушёр фотографий, коммивояжёр, журналист, дизайнер, художник плакатов, учитель искусства. С 1925 г. начинает писать собственные произведения. В 1930 г. выходит его роман «Страх», основанный на солдатских переживаниях автора периода Первой Мировой войны. Автобиографичным был также его роман «Упрямый коммивояжёр» (1929 г.).
Успех, признание и богатство пришли к Шевалье в 1934 г., когда вышел его роман «Клошмерль», сатирически описывающий события в вымышленном французском провинциальном городке. Роман издаётся на двадцати шести языках миллионными тиражами.
В годы оккупации участвовал в Сопротивлении, сотрудничал в подпольной газете «Этуаль», входил в Национальный комитет журналистов и писателей.
После войны председатель лионского отделения Общества франко-советской дружбы.
Писатель умер в 1969 г. в Каннах, оставив незаконченным роман «Затмение». Незадолго до этого (1966 г.) вышло автобиографическое произведение «Изнанка Клошмерля».